# Kehre (Straße)

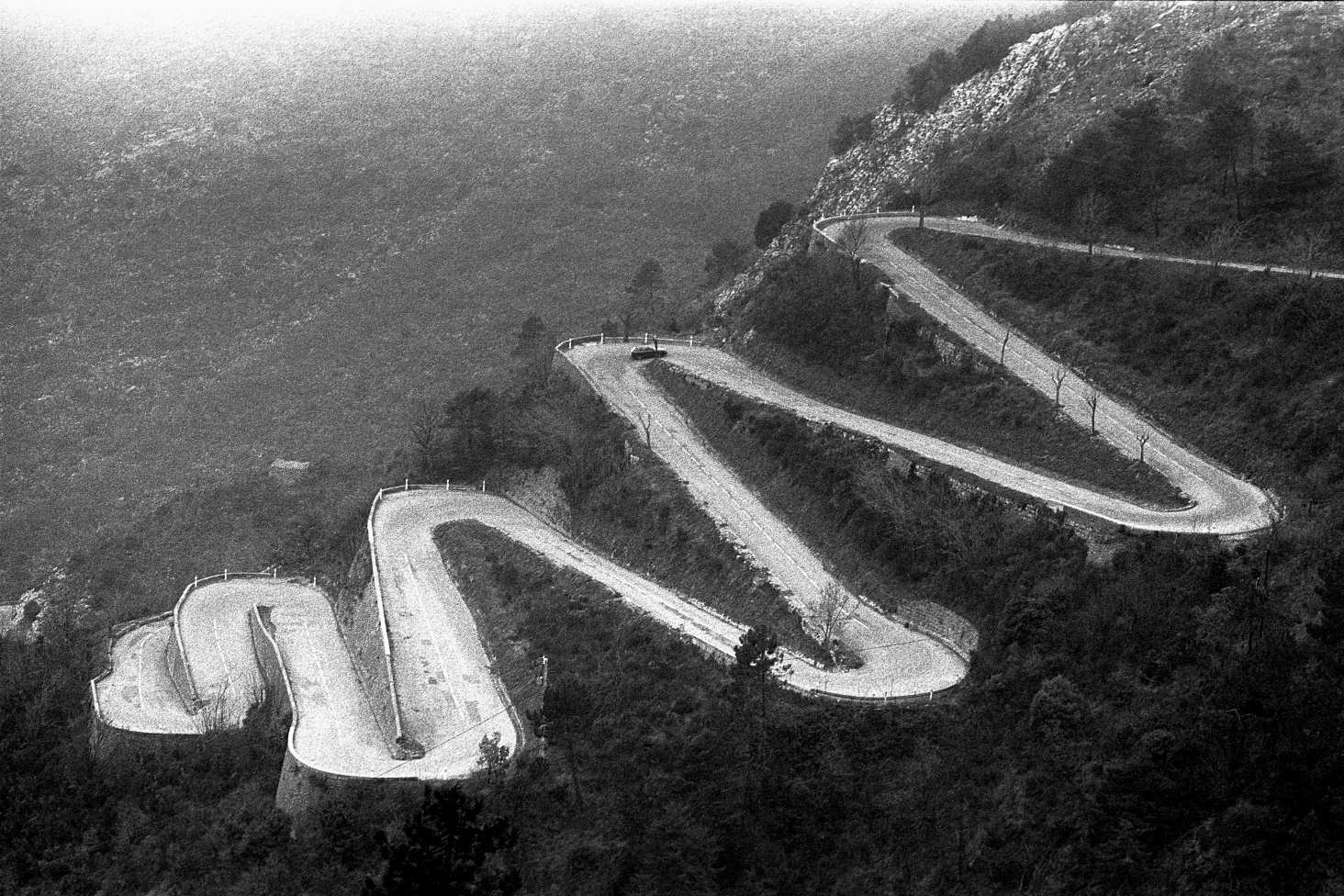
Haarnadelkurven am französischen Col de Braus

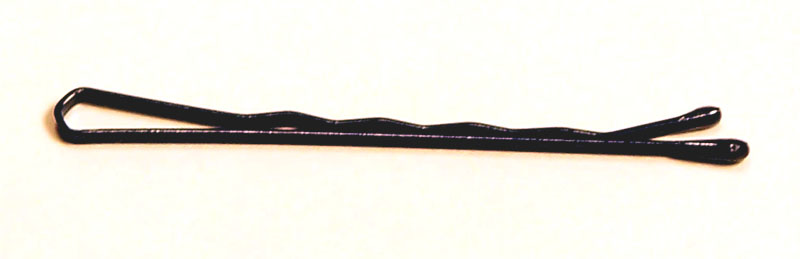
Haarnadel, von der sich der Name Haarnadelkurve ableitet

Als Kehre (umgangssprachlich auch Haarnadelkurve, Haarnadelkehre, Spitzkehre) bezeichnet man im Straßenwesen eine enge U- bzw. V-förmige Kurve mit einem Winkel von 150° bis 180°, die zwei etwa parallele Strecken verbindet. Der Name leitet sich von der charakteristisch gebogenen Form einfacher Haarnadeln ab. Haarnadelkurven kommen in Form von Serpentinen häufig bei Passstraßen vor.

## Motorsport
Bei der Planung von Motorsport-Rennstrecken wurden und werden Haarnadelkurven bewusst nach längeren Geraden eingesetzt, um eine Überholmöglichkeit zu schaffen. Da die Fahrzeuge vor der Kurve aus hohen Geschwindigkeiten stark abgebremst werden müssen, können versierte Fahrer ihre Gegner ausbremsen, indem sie ihren Bremspunkt hinter den ihrer Konkurrenten legen und so als erste in die Haarnadelkurve einlenken. Der Überholvorgang geschieht somit bei sehr niedriger Geschwindigkeit, die das Risiko für schwere Unfälle vermindert. Beispiele für solche Kurven sind die Adelaide-Hairpin in Magny-Cours, La Source am Ende der Formel-1-Start- und Zielgeraden von Spa-Francorchamps und die Spitzkehre nach der Parabolika am Hockenheimring Baden-Württemberg, bei denen die Geschwindigkeit am Scheitelpunkt auch bei Rennfahrzeugen kaum über 60 km/h liegt. Gleich über drei Haarnadelkurven verfügt zudem das auf der Schanfiggerstrasse ausgetragene Internationale Bergrennen Arosa ClassicCar.
Bei Bergrennen liegen Spitzkehren im natürlichen Streckenverlauf und werden meist im zweiten Gang befahren; einige sehr enge Kehren benötigen auch den ersten (Bit-Kurve in Wolsfeld, Steinbruchkurve in Trier).